# TiLP
TiLP est un programme de liaison entre un ordinateur et une calculatrice de marque Texas Instruments permettant un transfert de données.
TiLP est disponible sous GNU/Linux, Microsoft Windows, Mac OS X, FreeBSD.
Il prend en charge les câbles GrayLink, BlackLink, SilverLink, DirectLink ParallelLink, VTi (virtuel) et TiEmu (virtuel) et fonctionne avec les calculatrices TI-73, TI-82, TI-83, TI-83 Plus, TI-84 Plus, TI-85, TI-86, TI-89, TI-89 Titanium, TI-92, TI-92 Plus, TI Voyage 200 et TI-Nspire.